# The Original Blues Brothers
The Original Blues Brothers è un album live di Junior Wells e Buddy Guy, pubblicato dalla Quicksilver Records nel 1983. Il disco fu registrato dal vivo nel 1964 al Chicago Blues Festival, Chicago, Illinois (Stati Uniti).

## Tracce
Lato A
1. Buddy's Blues – 4:38 (Buddy Guy)
2. Blue Monday – 5:00 (Malone, Capel)
3. Every Day I Have the Blues – 4:29 (Memphis Slim)
4. Woman Blues – 3:08 (Buddy Guy)
5. (I Can't Get No) Satisfaction – 3:38 (Mick Jagger, Keith Richards)

Lato B
1. Messin' with the Kid – 2:33 (Junior Wells)
2. No Use Cryin' – 3:03 (Junior Wells)
3. Just to Be with You – 4:13 (Bernard Roth)
4. Junior's Shuffle – 4:29 (Junior Wells)
5. Out of Sight – 6:08 (Buddy Guy, Junior Wells])

Edizione CD del 2003 dal titolo Chicago Blues Festival 1964, pubblicato dalla Stardust Records
1. Buddy's Blues – 4:43 (Buddy Guy)
2. Stormy Monday – 5:09 (T-Bone Walker)
3. Every Day I Have the Blues – 4:31 (Peter Chatman)
4. Woman Blues – 3:46 (Buddy Guy)
5. Satisfaction – 3:39 (Mick Jagger, Keith Richards)
6. Messin' with the Kid – 2:33 (Mel London)
7. No Use Cryin' – 3:04 (Junior Wells)
8. Just to Be with You – 4:38 (Junior Wells)
9. Junior's Shuffle – 4:31 (Autore sconosciuto)
10. Out of Site – 6:12 (Junior Wells, Buddy Guy)
11. Broken Hearted Blues – 3:13 (Buddy Guy) – Bonus Track
12. Stone Crazy – 7:28 (Buddy Guy) – Bonus Track
13. Slop Around – 2:11 (Buddy Guy) – Bonus Track

## Musicisti
- Junior Wells - voce, armonica
- Buddy Guy - voce, chitarra
- Gerry Gibson - sassofono tenore
- Donald Hankins - sassofono baritono
- Jack Meyers - basso
- Fred Below - batteria